# Son Na-eun
Son Na-eun (손나은?, 孫나은?, Son Na-eunLR, Son Na-ŭnMR; Seul, 10 febbraio 1994) è una cantante, attrice e modella sudcoreana, ex-membro del gruppo musicale Apink.

## Biografia
Son Na-eun nasce a Seul, in Corea del Sud, il 10 febbraio 1994. Ha una sorella minore, Son Sae-eun, una golfista professionista. Studia alle scuole elementari e medie a Seul, poi inizia a frequentare la Chungdam High School ma successivamente si trasferisce alla Seoul Arts High School, dove completa gli studi superiori. Nel 2013, si iscrive al corso di recitazione e cinema della Dongguk University.
Son Na-eun entra alla A Cube Entertainment presentando "Sorry Heart" delle Wonder Girls all'audizione, dopo essere apparsa, negli ultimi mesi del 2010, nei video musicali di tre brani della band Beast: "Breath", "Beautiful" e "I Like You The Best".

## Carriera
Il 10 febbraio 2011, viene annunciata l'entrata di Son nel gruppo delle Apink. Il 19 aprile, debuttano pubblicando il loro primo EP, Seven Springs of Apink. Il 9 maggio 2012, le Apink tornano sulla scena musicale coreana con il primo album, Une Année: in realtà, l'opera sarebbe dovuta uscire due settimane prima, ma la pubblicazione venne posticipata poiché Son subì un infortunio ai legamenti, nello stesso punto in cui si era ferita poco prima del debutto.
Son debutta come attrice nel drama storico Daepungsu, nel 2012, anno in cui partecipa al film Gamun-ui gwihan con Yoon Doo-joon dei Beast e Kwanghee degli ZE:A, e alla serie Mujasik sangpalja.
Nell'aprile 2013, A Cube Entertainment conferma la partecipazione di Son allo show Uri gyeolhonhaess-eo-yo, in coppia con Lee Tae-min degli SHINee: il matrimonio virtuale viene interrotto il 4 gennaio 2014, dopo otto mesi. Ad agosto 2013, diventa testimonial dei cosmetici Peripera. In occasione dei festeggiamenti per la fine dell'anno organizzati dalla rete SBS, recita nella miniserie Gijeog-eul, parodia di Sangsokjadeul e Jugun-ui tae-yang, nella quale interpreta la protagonista di quest'ultimo, Tae Gong-shil, che si mette alla ricerca di un modo per riscaldare i cuori di tutte le persone del mondo: questo porta alla creazione del You Make Miracle - 2013 Friendship Project, per cui canta, insieme a più di cento artisti coreani, il brano "You Are A Miracle".
Nel 2014, entra nel cast della serie Gibun joheun nal, ma poco dopo l'annuncio, la casa discografica rende nota la sua rinuncia al ruolo a causa degli impegni con le Apink. Ad agosto, diventa la nuova testimonial del marchio di abbigliamento da esterno M-Limited. Nell'agosto 2015 torna a recitare nella serie Dubeonjjae seumusal, nel ruolo principale di una compagna di classe della protagonista femminile. Segue la parte di Park Hye-ji nel drama del 2016 Cinderella-wa ne myeong-ui gisa. Nel 2017 è per la prima volta protagonista di un film cinematografico, l'horror Yeogokseong.
Nel 2022 Na-eun abbandona le Apink dopo 11 anni insieme.

## Discografia

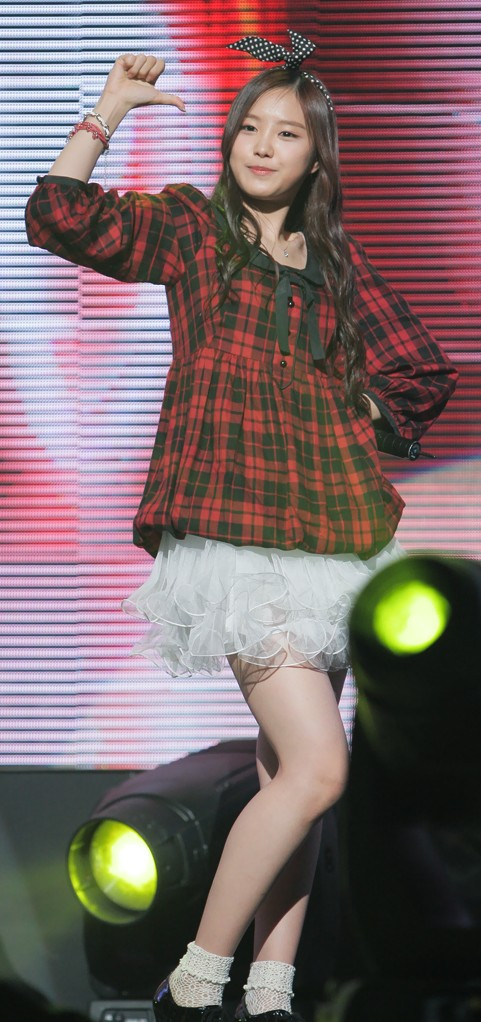
Son Na-eun al GSL Season 5 Code S Final Performance, il 10 settembre 2011.

Di seguito, le opere di Son Na-eun come solista. Per le opere con le Apink, si veda Discografia delle Apink.

### Collaborazioni
- 2013 – You Are A Miracle (con il 2013 SBS Gayo Daejun Friendship Project)[30]
- 2016 – Ordinary Thing (con Park Cho-rong)

## Filmografia

### Cinema
- Gamun-ui gwihan (가문의 귀환?), regia di Jung Yong-ki (2012)

### Televisione
- Dorongnyong dosa-wa geurimja jojakdan (도롱뇽도사와 그림자 조작단?) – serial TV, episodio 4 (2012)
- Daepungsu (대풍수?) – serial TV, 6 episodi (2012)
- Mujasik sangpalja (무자식 상팔자?) – serial TV (2012-2013)
- Gijeog-eul (기적을?) – miniserie TV, 3 puntate (2013)
- Dubeonjjae seumusal (두번째 스무살?) – serial TV (2015)
- Cinderella-wa ne myeong-ui gisa (신데렐라와 네 명의 기사?) – serial TV, 16 episodi (2016)
- Sesang-eseo gajang areumda-un ibyeol (세상에서 가장 아름다운 이별?), regia di Hong Jong-chan – miniserie TV, 4 episodi (2017)
- YG Future Strategy Office (YG전자?, YG jeonjaLR) – webserie, episodio 7 (2018)
- Ghost Doctor (고스트 닥터?) – serie TV (2022)
- Romance in the House (가족X멜로?, Gajok X melloLR) – serie TV (2024)

## Videografia
Oltre che nei videoclip delle Apink, Son Na-eun è apparsa anche nei seguenti video:
- 2010 – Breath, videoclip dei Beast
- 2010 – Beautiful, videoclip dei Beast
- 2010 – I Like You The Best, videoclip dei Beast
- 2012 – A Person I Used to Love, videoclip di Huh Gak
- 2012 – It Hurts, videoclip di Huh Gak
- 2012 – Mayday, videoclip di Mario
- 2013 – That's My Fault, videoclip degli Speed
- 2013 – It's Over, videoclip degli Speed
- 2016 – I'm Fine, videoclip dei Victon
- 2017 – New Face, videoclip di Psy
- 2018 – Empty Words, videoclip di Huh Gak

## Riconoscimenti
Di seguito, i premi ricevuti solo da Son Na-eun. Per i premi ricevuti insieme alle Apink, si veda Premi e riconoscimenti delle Apink.
- Baeksang Arts Awards
  - 2013 – Nomination Attrice televisiva più popolare (Mujasik sangpalja)
- Korea Drama Awards
  - 2013 – Nomination Miglior attrice esordiente (Mujasik sangpalja)
- MBC Entertainment Award
  - 2013 – Stella dell'anno (Uri gyeolhonhaess-eo-yo)
  - 2013 – Nomination Nuova stella femminile del varietà (Uri gyeolhonhaess-eo-yo)
  - 2013 – Nomination Miglior coppia con Lee Tae-min (Uri gyeolhonhaess-eo-yo)
  - 2014 – Stella dell'anno (Uri gyeolhonhaess-eo-yo)[31]